# Master of Drug Regulatory Affairs
Der Studiengang "Master of Drug Regulatory Affairs" (M.D.R.A.) an der Mathematisch-Naturwissenschaftlichen Fakultät der Rheinischen Friedrich-Wilhelms-Universität Bonn ist ein weiterbildender Masterstudiengang, der in Kooperation mit der Deutschen Gesellschaft für Regulatory Affairs (DGRA) angeboten wird.
Er ist interdisziplinär zwischen den Pharmazeutischen Wissenschaften, den Rechtswissenschaften und Medizinischen Wissenschaften angelegt. Es sollen durch eine gezielte, praxisnahe Postgraduierten-Ausbildung Kenntnisse vermittelt werden über chemische, pharmazeutische, pharmakologische, toxikologische und klinische Inhalte einer Zulassungsdokumentation und deren Bewertung sowie über Informationswesen, Arzneimittelentwicklung, Qualitätssicherung und -management, Pharmarecht in Europa und in wichtigen Gebieten außerhalb Europas sowie über Zulassungsstrategien.
Die Studienzeit beträgt einschließlich des Praktikums 24 Monate, entsprechend 4 Semestern. Die Theorie des Studienganges wird in 12 Modulen in einem Umfang von jeweils etwa 20 bis 30 Stunden bei einer Gesamtpräsenzzeit von etwa 345 Stunden vermittelt. Die Module werden auf zwei Semester verteilt. Die Lehrveranstaltungen werden den Lehrinhalten entsprechend in Deutsch oder Englisch durchgeführt. Während des Studiums ist ein Praktikum mit einer Dauer von insgesamt sechs Monaten im Bereich "Drug Regulatory Affairs" abzuleisten.
Die wissenschaftliche Ausbildung schließt mit einer Masterthesis (schriftliche Prüfungsarbeit) ab. Diese ist in einer Bearbeitungszeit von maximal sechs Monaten und in der Regel in englischer Sprache abzufassen.
Nach bestandener Prüfung wird durch die Mathematisch-Naturwissenschaftliche Fakultät ein Zertifikat "Master of Drug Regulatory Affairs" ausgestellt.